# 両毛線
両毛線（りょうもうせん）は、栃木県小山市の小山駅から群馬県前橋市の新前橋駅までを結ぶ、東日本旅客鉄道（JR東日本）の鉄道路線（幹線）である。
書類上の終点となっている新前橋駅を始発・終着とする列車は存在せず、新前橋駅より上越線に乗り入れて高崎駅まで運行しているため、旅客案内上は小山駅 - 高崎駅間が両毛線として案内されている。
全線が旅客営業規則の定める大都市近郊区間の「東京近郊区間」、およびIC乗車カード「Suica」の首都圏エリアに含まれている。

## 概要
栃木県南西部から群馬県南東部までの「両毛」とよばれる地域の諸都市を結ぶ路線である。水戸線と合わせて北関東を東西に連絡する路線を構成する。
もとは、この地域で盛んに生産されていた生糸や、桐生織に代表される絹織物の輸送のために建設された路線である。ただし、現在は貨物輸送は廃止され、地元の通勤通学客の利用が中心となっている。
路線沿線には東武鉄道も路線網（伊勢崎線・桐生線・佐野線・日光線）を持ち、特急「りょうもう」などを走らせており、両毛地域の各都市と東京都心を結ぶ役割を果たしている。一方で、両毛線は沿線の地域間輸送を中心に担っており、列車も普通列車が大部分を占める。ただし、前橋駅 - 新前橋駅（ - 高崎駅）間は上野東京ラインや湘南新宿ラインの範囲に含まれ、前橋市の都市圏と東京都心を結ぶ路線の一角として需要は高い。
両毛線は沿線の主要な都市に立ち寄るように建設されたため、平野部を走る路線でありながら路線は大きく蛇行している。なお、足利駅 - 伊勢崎駅間で東武伊勢崎線、桐生駅 - 前橋駅間には上毛電気鉄道上毛線（西桐生駅 - 中央前橋駅）といった路線が両毛線よりも短い距離で並行している。
また、思川・渡良瀬川やその本流である利根川など、大きな河川を横切ることが多い路線である。

## 路線データ
- 路線距離（営業キロ）：84.4 km[6]
- 管轄：東日本旅客鉄道（第一種鉄道事業者）
- 軌間：1,067 mm[6]
- 駅数：19（起終点駅含む）
  - 両毛線所属駅に限定する場合、東北本線所属の小山駅、上越線所属の新前橋駅[7]が除外され、17駅となる。
- 複線区間：岩舟駅 - 佐野駅間、駒形駅 - 前橋駅間[2]
- 電化区間：全線（直流1,500 V）[6][2]
- 閉塞方式：自動閉塞式
- 保安装置：ATS-P
- 最高速度：95 km/h
- 運転指令所：高崎総合指令室（CTC）
  - 運転取扱駅（駅が信号を制御）：小山駅
  - 準運転取扱駅（入換時は駅が信号を制御）：新前橋駅・桐生駅・岩宿駅
- 車両基地：高崎車両センター（新前橋駅）
- 大都市近郊区間：全線（東京近郊区間）
- IC乗車カード対応区間：全線（Suicaの首都圏エリア）
- ラインカラー：イエロー[注 3]

小山駅が大宮支社、思川駅 - 新前橋駅間が高崎支社の管轄であり、小山駅 - 思川駅間（思川に架かる橋梁の手前）に支社境界がある。

## 歴史
両毛線は歴史的に、両毛地域の生糸や、桐生織をはじめとする絹織物の輸送を目的として両毛鉄道（りょうもうてつどう）が建設した小山 - 前橋間と、日本鉄道が現在の高崎線の延長として建設した前橋 - 新前橋間に分かれる。1884年に開業した前橋駅（内藤分停車場）は現在位置とは異なる利根川の右岸におかれ、1889年11月に両毛鉄道の前橋駅が左岸側に開業すると日本鉄道も利根川を渡って両毛鉄道の前橋駅に乗入れ、両鉄道が接続した。現在も新前橋 - 前橋間が高崎線とほぼ一体の運転系統を形成しているのも、この経緯によるものである。
1897年には、日本鉄道は両毛鉄道を合併したが、1906年には鉄道国有法施行により日本鉄道が国有化された。1909年の線路名称設定時に両区間は統合され、小山 - 高崎間が両毛線とされた。1931年に上越線が全通すると、新前橋 - 高崎間が上越線にも属する重複区間となったが、1957年に同区間が両毛線から分離され、重複は解消した。
1951年からは気動車による運転が開始され、新駅が数多く設置されたが、1968年の全線電化に前後して休止（後に廃止）されている。現在でもかつて駅が設置されていた区間では駅間が長いことが実感できる。

### 日本鉄道
- 1884年（明治17年）8月20日：日本鉄道 高崎駅 - 前橋駅（旧）間延伸開業。
- 1889年（明治22年）12月26日：前橋駅（旧） - 前橋駅（両毛鉄道）間を延伸。前橋（旧）駅廃止。

### 両毛鉄道→日本鉄道
- 1888年（明治21年）
  - 5月22日：両毛鉄道 小山駅 - 足利駅間開業。栃木駅・佐野駅・足利駅が開業。
  - 11月15日：足利駅 - 桐生駅間延伸開業。桐生駅開業。
- 1889年（明治22年）
  - 10月10日：岩船駅、小俣駅が開業。
  - 11月20日 ：桐生駅 - 前橋駅間が開通し全通。大間々駅（初代・現：岩宿駅）、国定駅、伊勢崎駅、駒形駅が開業。
- 1893年（明治26年）2月18日：富田駅開業。
- 1895年（明治28年）3月8日：富山駅開業。
- 1897年（明治30年）
  - 1月1日：両毛鉄道区間を日本鉄道に譲渡。
  - 4月1日：山前駅開業。
- 1902年（明治35年）11月1日：岩船駅を岩舟駅に改称。

### 国有化後
- 1906年（明治39年）11月1日：（上野駅 - ）高崎駅 - 前橋駅間、小山駅 - 前橋駅間が国有化。
- 1909年（明治42年）10月12日：国有鉄道線路名称制定により、小山駅 - 高崎駅間が両毛線となる[8]。
- 1911年（明治44年）
  - 3月30日：下新田連絡所新設。
  - 4月10日：思川駅新設。
  - 4月15日：足尾鉄道（後の足尾線）開業。桐生駅 - 下新田連絡所を共用。
  - 5月1日：大間々駅（初代）を岩宿駅に改称。
- 1912年（明治45年）4月6日：日高信号所開業。
- 1918年（大正7年）10月16日：富山駅を大平下駅に改称。
- 1921年（大正10年）7月1日：上越南線新前橋駅 - 渋川駅間開業[9][10]に伴い、新前橋駅開業[11]。高崎駅 - 新前橋駅間に上越南線用の線路を単線並列で敷設[10]。日高信号所廃止。
- 1922年（大正11年）4月1日：下新田連絡所が下新田信号所となる。
- 1931年（昭和6年）9月1日 上越線全通に伴い、新前橋 - 高崎間が上越線と重複になる[12]。
- 1934年（昭和9年）7月10日：桐生 - 高崎間で気動車運転開始[13]。
- 1937年（昭和12年）4月15日：日高駅・浜尻駅開業。
- 1940年（昭和15年）11月1日：日高駅・浜尻駅廃止。
- 1944年（昭和19年）
  - 4月1日：決戦非常措置要綱に基づき、両毛線内の列車の二等車が廃止される[14]。
  - 10月11日： 高崎駅 - 新前橋駅間に井野信号場開業（上越線側のみに交換設備設置）[10]。
- 1947年（昭和22年）4月1日：高崎駅 - 新前橋駅（ - 水上駅）間が電化。
- 1948年（昭和23年）12月25日：井野信号場の両毛線側にホームを設け、旅客の取り扱いを開始[10]。
- 1951年（昭和26年）9月1日：東足利駅・葉鹿駅・下増田駅開業。
- 1952年（昭和27年）4月5日：小野寺駅・犬伏駅・東桐生駅開業。
- 1954年（昭和29年）
  - 3月15日：三重駅・東伊勢崎駅開業。
  - 10月20日：西足利駅開業。
- 1955年（昭和30年）
  - 1月20日：間野谷駅開業。
  - 9月3日：東前橋駅開業。
- 1957年（昭和32年）
  - 11月27日：前橋駅 - 新前橋駅間電化[15]。
  - 12月20日：両毛線の終点を高崎駅から新前橋駅に変更（-7.3 km）。上越線との重複区間解消。
    - なお、このとき高崎駅 - 新前橋駅間は単線並列から複線に変更され、同時に井野信号場が井野駅に変更され上越・両毛両線の旅客を取り扱うようになる[10]。
- 1958年（昭和33年）4月14日：黒磯駅 - 小山駅 - 新前橋駅 - 高崎駅間で東北本線との直通列車運転開始。
- 1962年（昭和37年）10月1日：上野駅 - 高崎駅間に小山経由で準急「わたらせ」運転開始（1966年に急行へ格上げ）。
- 1966年（昭和41年）12月20日：小野寺駅・犬伏駅・東伊勢崎駅休止。
- 1967年（昭和42年）9月1日：東前橋駅休止。
- 1968年（昭和43年）
  - 7月19日：岩舟駅 - 佐野駅間複線化。
  - 8月8日：駒形駅 - 前橋駅間複線化。
  - 9月1日：小山駅 - 前橋駅間が電化され、全線電化達成。
  - 9月24日：思川駅 - 前橋駅間がCTC化[16]。
  - 10月1日：東足利駅・西足利駅・三重駅・葉鹿駅・東桐生駅・間野谷駅・下増田駅休止[17]。
- 1984年（昭和59年）3月1日：三重駅廃止。
- 1985年（昭和60年）3月14日：急行「わたらせ」廃止。
  - 廃止時停車駅（時期により停車駅は異なる）
    - 上野駅 - 赤羽駅 - 大宮駅 - 久喜駅 - 古河駅 - 小山駅 - 栃木駅 - 佐野駅 - 足利駅 - 桐生駅 - 伊勢崎駅 - 前橋駅 - 高崎駅
- 1985年（昭和60年）10月16日：桐生駅付近を高架化。
- 1986年（昭和61年）10月6日：前橋駅付近を高架化[18]。

### 民営化後
- 1987年（昭和62年）4月1日：国鉄分割民営化に伴い、東日本旅客鉄道に全線を第一種鉄道事業者として承継。日本貨物鉄道が全線の第二種鉄道事業者となる。小野寺駅・犬伏駅・東足利駅・西足利駅・葉鹿駅・東桐生駅・間野谷駅・東伊勢崎駅・下増田駅・東前橋駅廃止。
- 1995年（平成7年）12月1日：小山駅 - 桐生駅間に「快速」が1往復運行開始される[19]。
- 1996年（平成8年）10月24日：天皇・皇后およびベルギー国王の栃木訪問に伴い、1号御料車編成によるお召し列車を小山 - 足利間に運転。EF58 61牽引。
  - 平成元号になって1号御料車編成によるお召し列車が運転されたのはこれが初めてで、1号御料車編成に外国の国賓が乗車したのもこれが初めて。
- 1999年（平成11年）3月12日：前橋大島駅開業。
- 2001年（平成13年）11月18日：全線でICカードSuica供用開始。
- 2003年（平成15年）
  - 4月4日：栃木駅付近を高架化[20]。
- 2004年（平成16年）
  - 4月1日：全線で貨物列車の運行が廃止され、日本貨物鉄道の第二種鉄道事業廃止。
  - 10月16日：高崎線との直通区間が前橋駅までに短縮。
- 2009年（平成21年）10月11日：全線でATS-P化完了。
- 2010年（平成22年）5月30日：伊勢崎駅付近を高架化。
- 2011年（平成23年）
  - 3月：3月11日に起きた東北地方太平洋沖地震の影響による発電所停止に伴い東京電力が実施した計画停電の第1から第5グループすべてにまたがるため、小山駅 - 伊勢崎駅間を運休。3月31日に全線復旧した。ただし、計画停電が実施されなかった日でも運転は再開されなかった[21]。
  - 6月：節電策として全列車が全駅で通年半自動扱いを開始。以降継続。
- 2017年（平成29年）3月4日：黒磯駅 - 小山駅 - 新前橋駅 - 高崎駅間の直通列車が廃止され、東北本線（宇都宮線）との直通区間が宇都宮駅までに短縮。
- 2018年（平成30年）4月1日：あしかがフラワーパーク駅開業[22]。
- 2019年（平成31年/令和元年）
  - 1月29日：両毛線の前身となる両毛鉄道の敷設に尽力した木村半兵衛の功績を広報するため、地元の「木村半兵衛顕彰会」が小俣駅前に顕彰板を設置、お披露目会が開かれる。[23]。
  - 3月16日：宇都宮駅 - 小山駅 - 新前橋駅間の東北本線直通列車廃止[24]。
  - 10月13日：前日通過した令和元年東日本台風（台風19号）の影響で、大平下駅 - 栃木駅間の永野川橋梁における橋台背面流出などの被災が確認され、小山駅 - 桐生駅間で運休となる[25][26][27]。
  - 10月14日：運休区間が小山駅 - 足利駅間に短縮[28][27]。
  - 10月16日：小山駅 - 栃木駅間が運転再開。運休区間が栃木駅 - 足利駅間に短縮[29][27]。
  - 10月20日：岩舟駅 - 足利駅間が運転再開。運休区間が栃木駅 - 岩舟駅間に短縮。また、栃木駅 - 佐野駅間で代行輸送（バス）を開始[30][31]。
  - 11月11日：栃木駅 - 岩舟駅間が運転再開。これにより全線の復旧が完了し、代行輸送は前日を以て終了。同駅間は当面の間徐行運転を行う[32][33]。
- 2021年（令和3年）3月13日：特急「あかぎ」・「スワローあかぎ」の前橋駅 - 新前橋駅（ - 高崎駅）間での運行終了[34][35]。これにより、両毛線に乗り入れる特急列車の定期運用が無くなる[35]。
- 2026年（令和8年）7月1日（予定）：支社制から事業本部制への再編に伴い、これまでの高崎支社（小山駅付近のみ大宮支社）の管轄から、栃木県内の小山駅 - 小俣駅間を栃木事業本部、群馬県内の桐生駅 - 新前橋駅間を群馬事業本部の管轄とする[36]。

## 運行形態
線路名称上は小山駅が起点（東北本線の支線という扱い）であるが、小山駅に向かう列車が下りとして扱われる。
また、桐生駅以西を走る全列車が新前橋駅から高崎駅まで上越線に乗り入れており、上越線内でも両毛線として案内される。
以前は冬季（11月15日 - 3月31日）には前橋大島駅 - 思川駅間で車内保温のため一部時間帯をのぞき、ドアは半自動扱いとなっていたが、2011年（平成23年）6月からは東北地方太平洋沖地震（東日本大震災）に伴う福島第一原子力発電所などの各発電所の停止による電力不足を受け、節電対策として全列車が全駅で通年半自動扱いになっている。2020年（平和2年）の夏ごろからは新型コロナウイルス感染症対策のため全駅で自動ドア扱いとなっていたが、2021年（令和3年）・ 2022年（令和4年）の冬季期間中は車内保温のため、発着駅と終着駅のみ半自動扱いとなっていた。そして、新型コロナウイルス感染症の感染症法上の位置付けが五類感染症に見直された2023年（令和5年）より再び、両毛線全駅で半自動扱いとなった。

### 小山駅 - 桐生駅間
朝の通勤・通学時間帯は1時間に2本、その他の時間帯は1時間に1本の運行で、全線の中で最も運転本数が少ない区間である。多くが高崎駅までの直通列車だが、早朝・夜間を中心に小山駅 - 桐生駅間の区間列車も設定されている。

### 桐生駅 - 高崎駅間
全列車が、新前橋駅から上越線に乗り入れ高崎駅発着となっている。小山駅からの直通列車のほか、桐生駅・伊勢崎駅・前橋駅 - 高崎方面間の区間列車も設定されている。
通勤・通学時間帯は1時間に4本、日中は1時間に2本の列車が設定され、約半数は伊勢崎駅で高崎駅への折り返し運転を行う。2017年のダイヤ改正で、伊勢崎駅 - 高崎駅間では、10 - 16時台は原則的に1時間2本でパターンダイヤ化されている。
115系電車を使用していた頃は、一部の列車は新前橋駅で増結・切り離しが行われていた。高崎発前橋行き区間列車で6時台の1本のみ、後述の高崎線直通列車の間合い運用として、グリーン車連結のE233系3000番台・E231系近郊型電車の10両編成が使用される。
私立高校入学試験・正田醤油スタジアム群馬で行われる高校総体の開会式の日の混雑時間帯には臨時列車が運行される。
なお、新前橋駅 - 前橋駅間の利根川鉄橋は強風の影響を受けやすく、風速によっては徐行運転や運転見合わせとなる。この区間は単線区間であり、両毛線の中では運転本数・利用者とも最も多いため、遅れの影響が大きい。JRは利用者数の増加が見込めないとして、多大な設備投資を要する橋の複線化には消極的であるが、群馬県商工会議所は東京有事の際に両毛線が代替輸送手段となり得るとして、複線化を訴えている。
上越線の一部に起点の高崎駅まで運転されず新前橋駅を始発・終着とする列車があり、新前橋駅でこれらの上越線列車と接続している。

#### 高崎線直通列車
歴史的経緯（前述）から、東京方面から来る高崎線（湘南新宿ライン・上野東京ライン）の列車が、高崎線の延長のような運行系統で上越線を経由し、前橋駅まで乗り入れている。以前は桐生駅・伊勢崎駅 - 上野駅間を直通する列車もあったが、2004年10月16日のダイヤ改正で消滅した。
2021年3月13日のダイヤ改正で、前橋駅と上野駅・新宿駅との間を結んでいた線内で唯一の定期優等列車である特急「スワローあかぎ」「あかぎ」の乗り入れが廃止された。
普通・快速列車としては、上り列車は、上野駅行きのほか、高崎線から池袋駅・新宿駅・横浜駅などを経由して東海道線の国府津駅・小田原駅までの長距離列車（湘南新宿ライン）も早朝に2本（土休日は3本）が、高崎線から上野駅・東京駅・横浜駅などを経由して東海道線の平塚駅・国府津駅・小田原駅・熱海駅・沼津駅までの長距離列車（上野東京ライン）も早朝に2本（土休日は3本）・夕夜間に3本が設定されている。下り列車は、東海道線の熱海駅・国府津駅からの長距離列車（上野東京ライン）が夜に1本（土休日は2本）、東海道線の国府津駅・平塚駅からの長距離列車（湘南新宿ライン）が夜に2本（土休日は1本）設定されている。かつては、高崎線上野発の下り初電前の朝5時台（高崎発は6時台）に籠原発前橋行きの列車が1本設定されていた。また、2015年3月14日までは22時台に前橋発籠原行き（高崎駅で時間調整：23時過ぎ発）があったが、翌14日の改正で高崎行きに見直された。

### 臨時列車
毎年沿線のあしかがフラワーパーク（あしかがフラワーパーク駅が最寄り）で大型連休時に開催される大藤祭り、冬季に開催されるイルミネーションの時期に、八王子・大船・上野・大宮発の臨時特急列車「あしかが大藤まつり号」（2021年までは臨時快速列車）などが桐生駅まで乗り入れるほか、桐生発小山行きの臨時普通列車が運行される。8月の小山花火大会や足利花火大会開催時にも臨時普通列車が運行される。
また、沿線私立高校の入学試験が行われる日の混雑時間帯に、受験生向け臨時列車が運行されることもある。なお、この列車は時刻表には掲載されないことが多い。
2025年4月26、27、28日にて、あしかがフラワーパーク向けの臨時列車(9424M,9429M,9430M,9439M)にて、E231系1000番台、E233系3000番台、共に小山車両センター所属の付属編成が充当されていた。

### 過去の列車
1995年12月1日のダイヤ改正より、東北新幹線への接続を考慮した定期列車として小山駅 - 桐生駅間に快速が1往復設定されていた。朝の通勤時間帯下り桐生駅→小山駅間で、途中の停車駅は足利駅・佐野駅・栃木駅であった。上りも夜に小山駅→桐生駅間で運行されていた。利用率が芳しくなかったのか、1997年3月22日のダイヤ改正で廃止となった。
1998年12月8日のダイヤ改正前まで、常磐線の茨城県水戸方面より水戸線経由で小山駅から両毛線に乗り入れ桐生駅まで直通する列車があった。この列車は水戸線と常磐線が交流電化であることから勝田電車区所属の交直流電車403・415系が使用された。下り水戸方面行きは高校生の帰宅時間帯に運行していた。
1958年4月14日に小山駅で進行方向を変えて東北本線へ乗り入れる列車が設定され、JR化後に東北本線を宇都宮線と愛称命名後も長らく黒磯駅まで運転されていたが、2017年3月4日のダイヤ改正で乗り入れ区間が宇都宮駅までに短縮され、2019年3月16日のダイヤ改正で廃止された。
また、公立高校の完全週5日制が始まるまでは、定期試験期間や土曜日に、足利駅・富田駅・佐野駅などを利用する高校生の帰宅列車として、小山駅 - 足利駅間を往復する列車が運行されていた。
1960年代からは上野方面から直通の急行列車が運転されていたこともある。上野駅から高崎駅経由で、前橋駅・桐生駅・小山駅まで運転した「あかぎ」・「はるな」が、上野駅から小山駅経由で桐生駅・高崎駅まで運転した「わたらせ」があった。1975年3月の時点では、いずれも両毛線内は快速として運転されており（「あかぎ」は前橋以東快速）、線内では前橋駅・伊勢崎駅・桐生駅・足利駅・佐野駅・（一部大平下駅・）栃木駅に停車していた（このほかに急行の末端ではない快速の運転もあり）。特に朝の上り「わたらせ」の当線内は「国鉄で唯一、定期乗車券では乗れない快速列車」として知られていた。「あかぎ」は、新特急・特急と格上げ後も運転区間を縮小しながら両毛線内に乗り入れていたが、2021年3月13日のダイヤ改正で前橋駅 - 高崎駅間での運転が廃止され、線内唯一の優等列車としての役割を終えた。詳細は各列車記事を参照。

## 使用車両
以下に示す車両はすべて電車である。

### 現在の車両
- 普通列車（小山 - 新前橋 - 高崎間）
  - 211系 - 高崎車両センター所属
    - このうち、A28編成は沿線で盛んな織物をイメージした「矢絣柄ラッピング」となっている[42]。
- 上野東京ライン普通列車・湘南新宿ライン快速（前橋 - 新前橋 - 高崎間）
  - E231系 - 小山車両センター・国府津車両センター所属
  - E233系 - 小山車両センター・国府津車両センター所属

E231系、E233系は両毛線区間では前橋 - 新前橋 - 高崎間のみ。基本的に高崎以南高崎線に直通しているが、一部、前橋 - 高崎間の区間運転にも使用される。

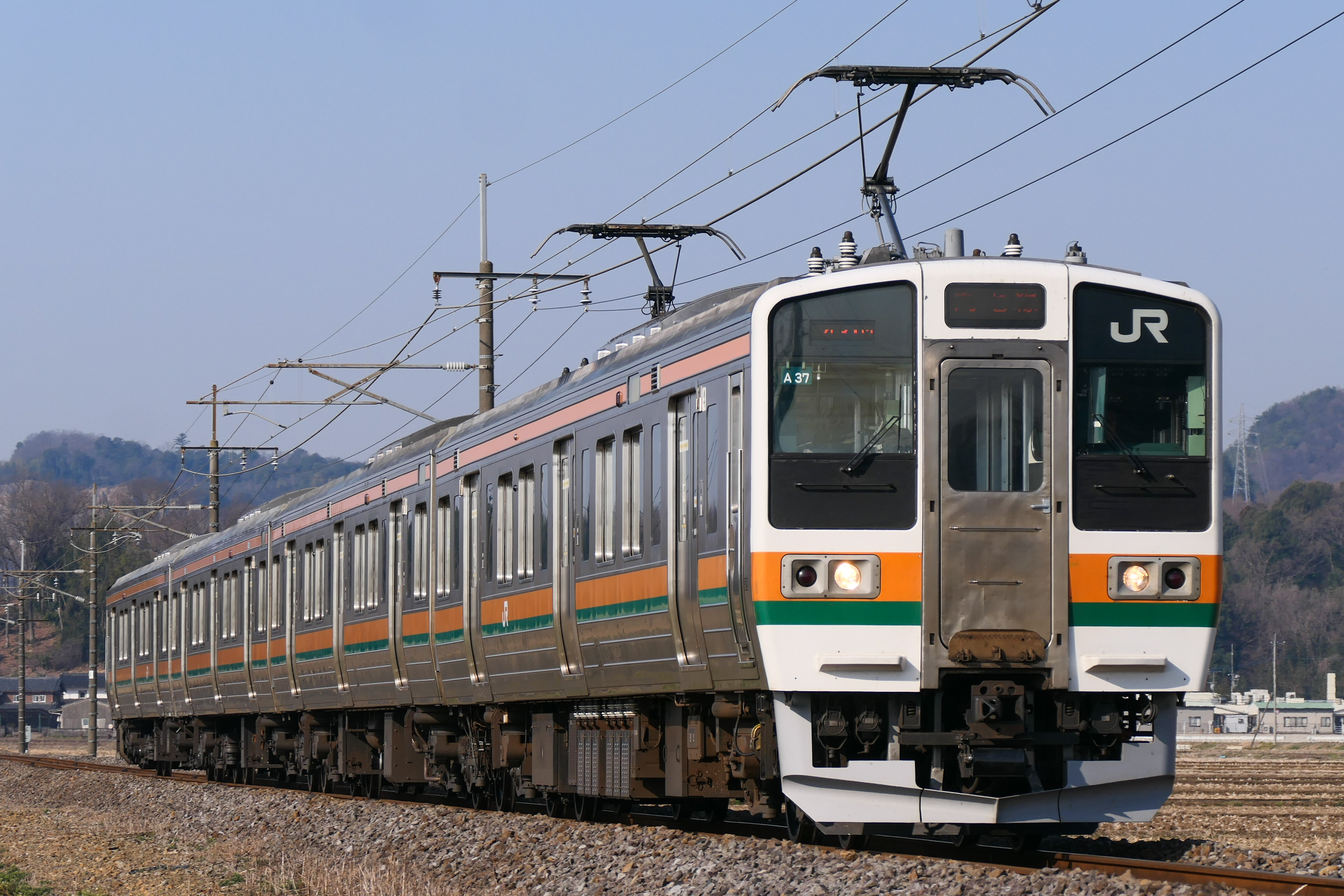
211系
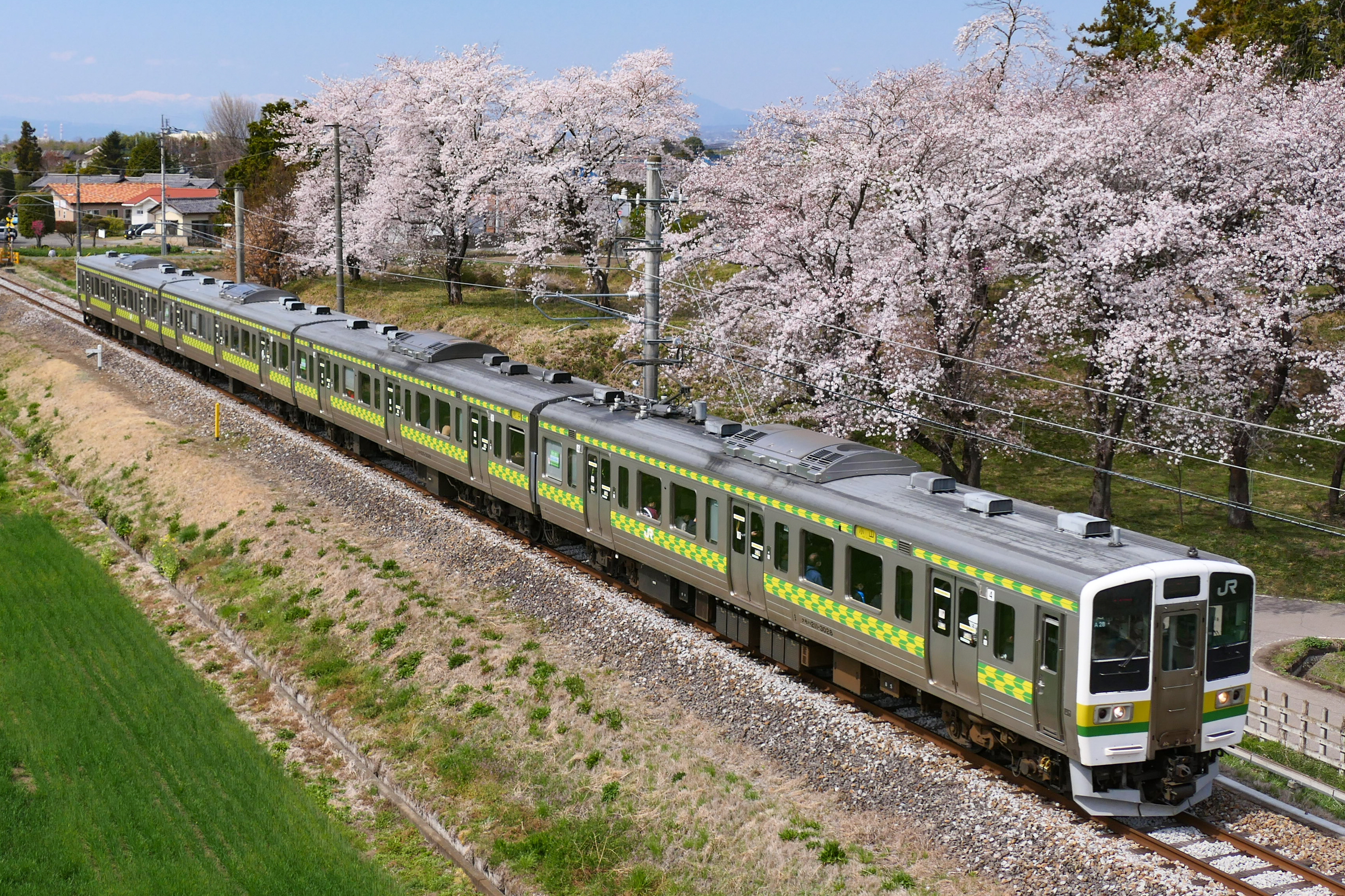
211系 矢絣柄ラッピング
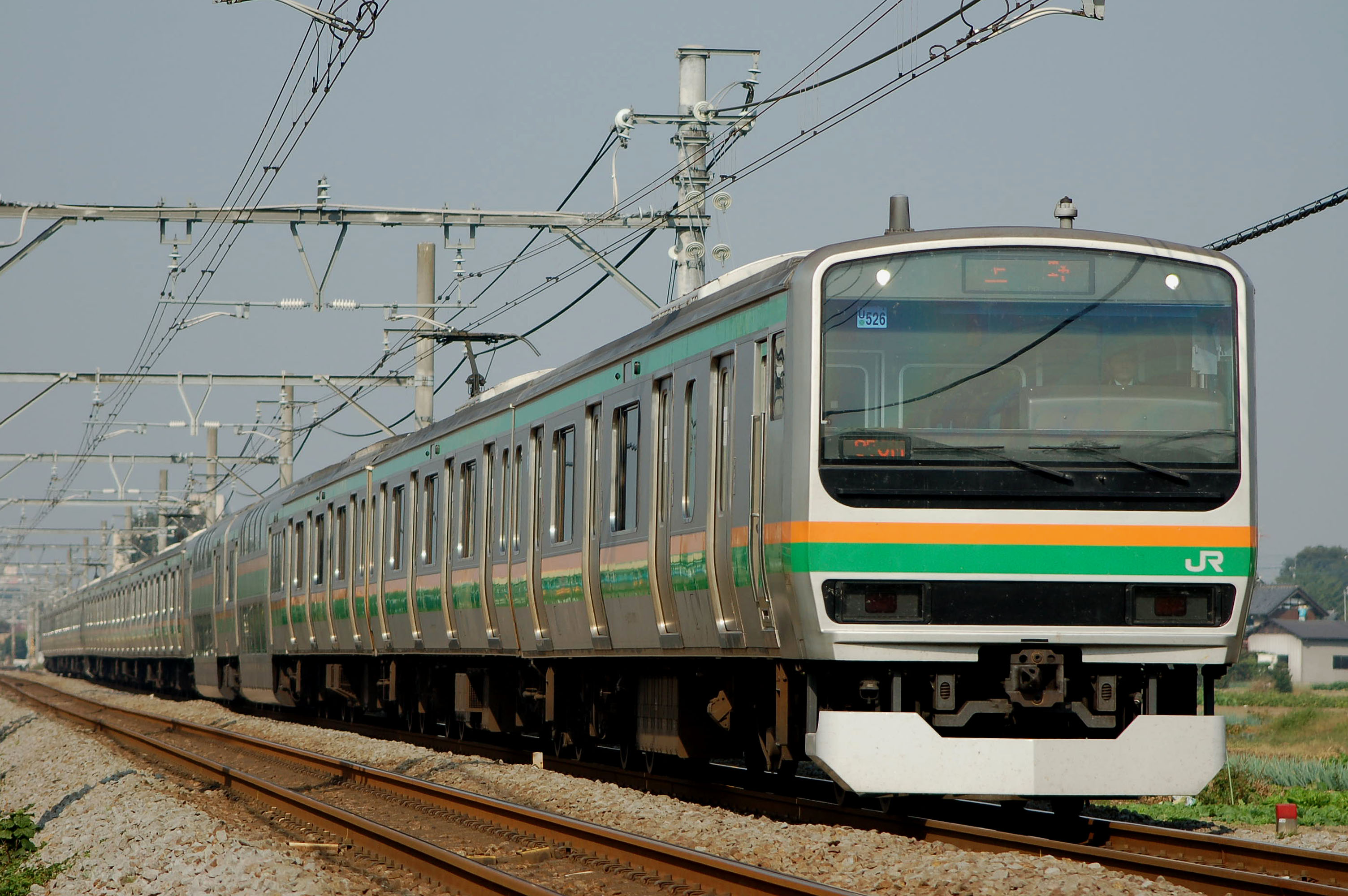
E231系
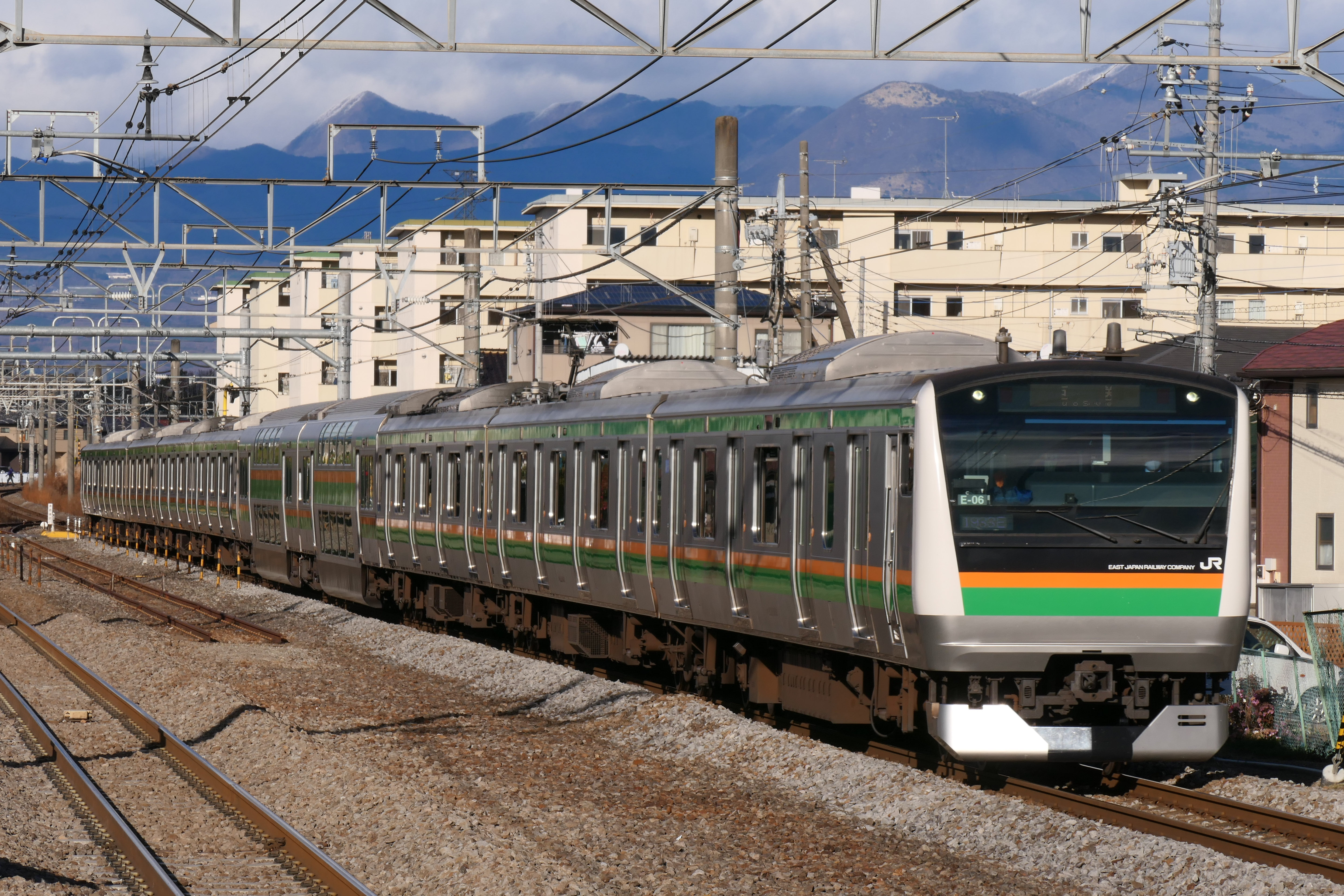
E233系

### 過去の車両
1985年ごろは115系・165系が多数使用され、本来は湘南色のエリアであるが、1985年3月14日改正で中央東線から転入してきたスカ色の115系が一部混在したこともある。
- 40系（1978年3月9日まで。） - 新前橋電車区所属
- 70系（80系からの改造車を含む）（1978年3月9日まで[43]。） - 新前橋電車区所属
- 107系（2017年9月30日まで。同年10月7日に団体専用列車運行[44]） - 高崎車両センター所属
- 115系（2018年3月16日まで[45]） - 高崎車両センター所属
- 415系（1998年12月7日まで） - 桐生まで1往復設定されていた水戸線からの直通列車に使用。勝田電車区所属
- 185系（2016年3月25日まで） - 特急「あかぎ」などで使用。2004年10月のダイヤ改正までは、高崎 - 桐生間に限って185系を使用していた普通列車が存在した。
- 651系（2021年3月12日まで[35]） - 大宮総合車両センター所属。特急「あかぎ」・「スワローあかぎ」として前橋 - 高崎間の両毛線・上越線の一部に乗り入れてきたが、ダイヤ改正により、高崎線のみの運転に変更された。これにより、長年続いてきた両毛線に乗り入れる特急列車の定期運用がなくなった[35]。

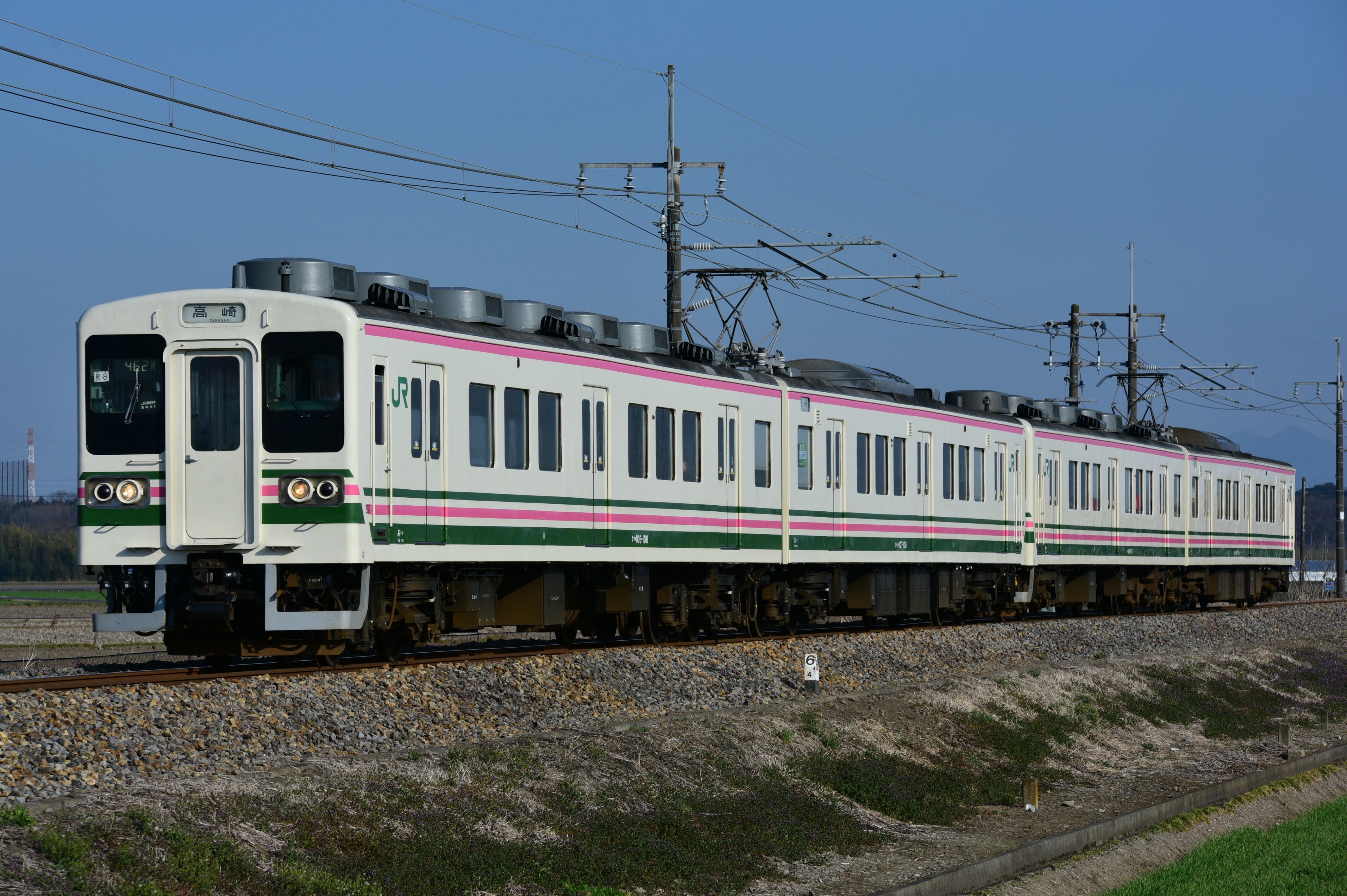
107系
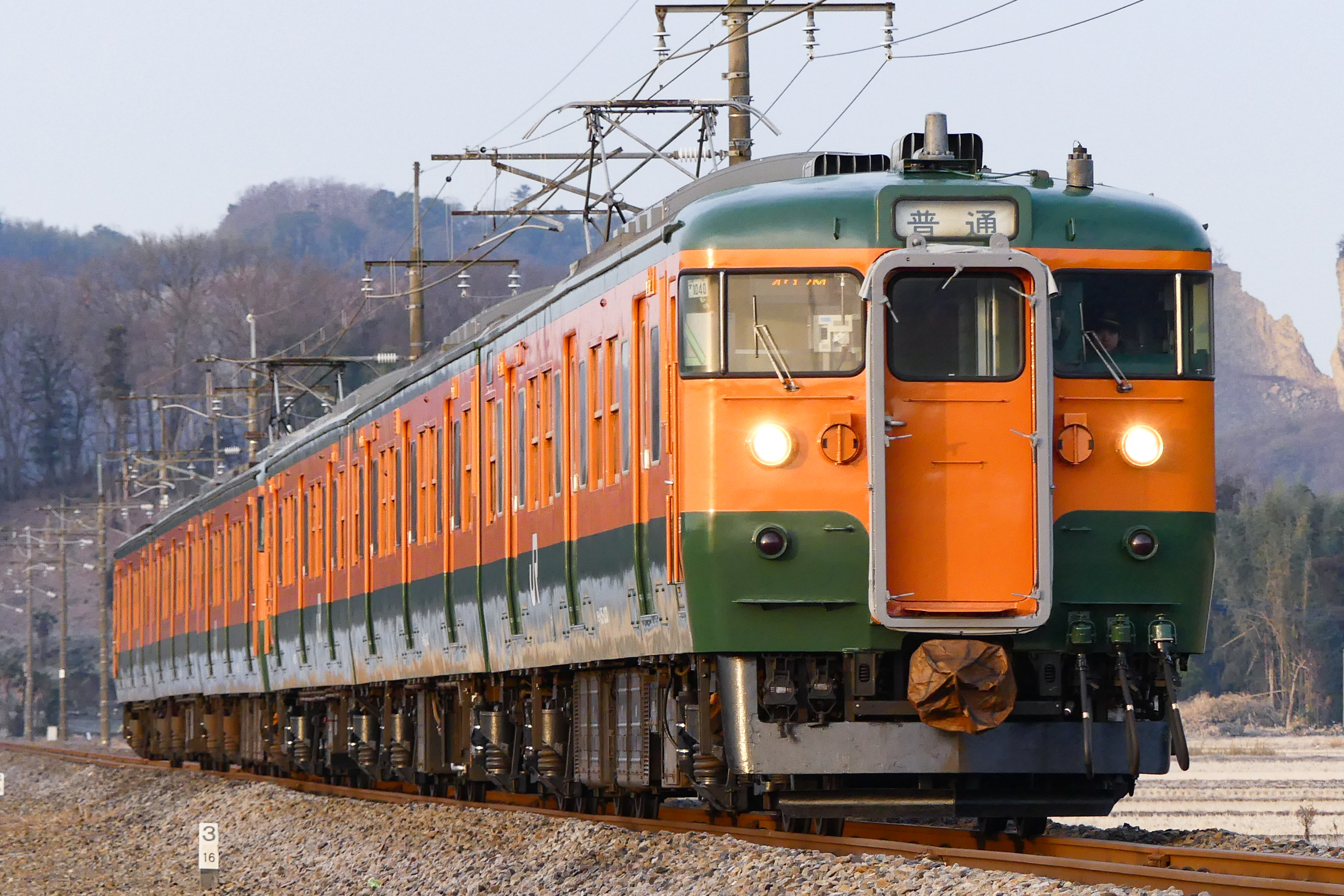
115系
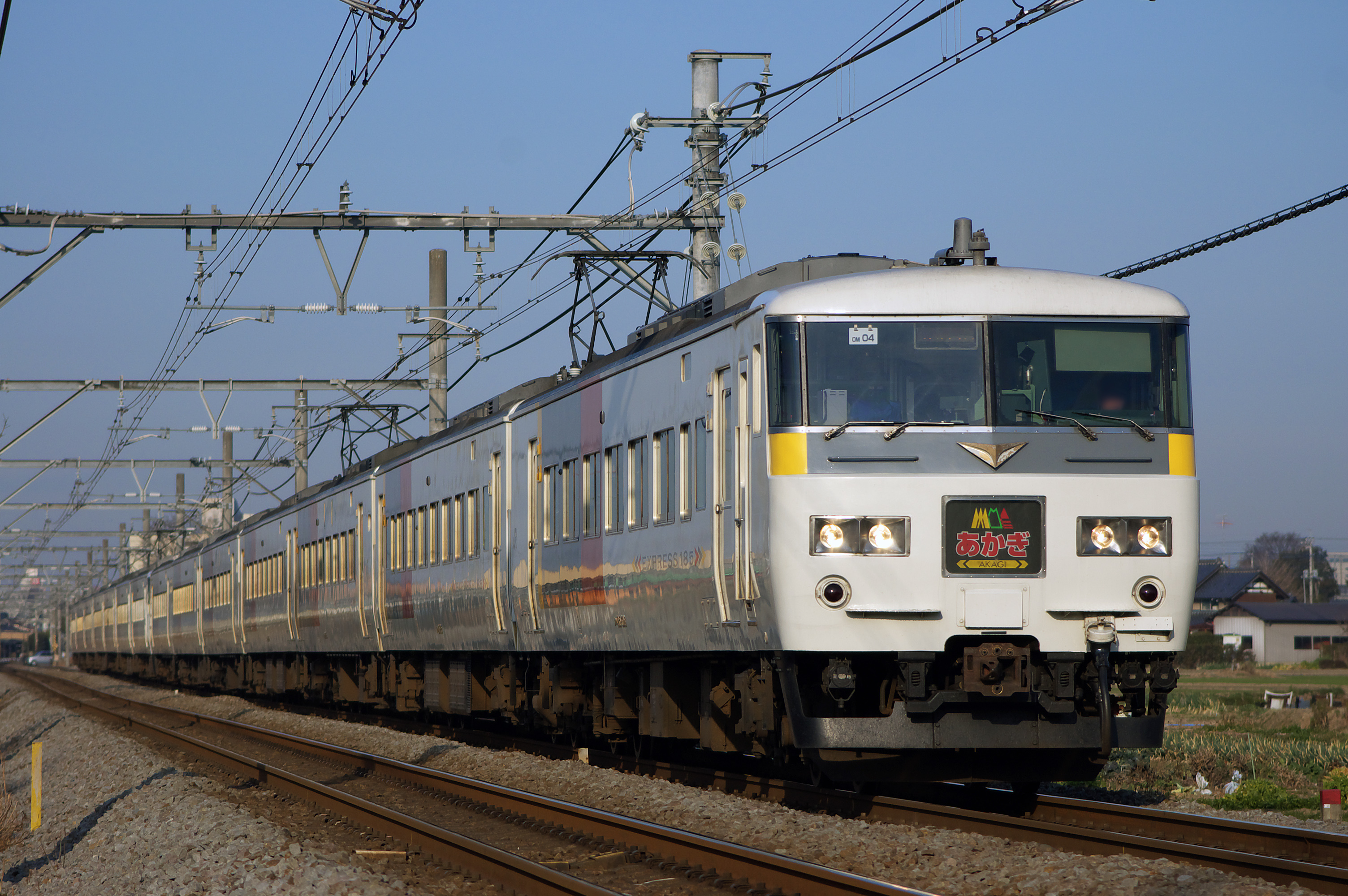
185系
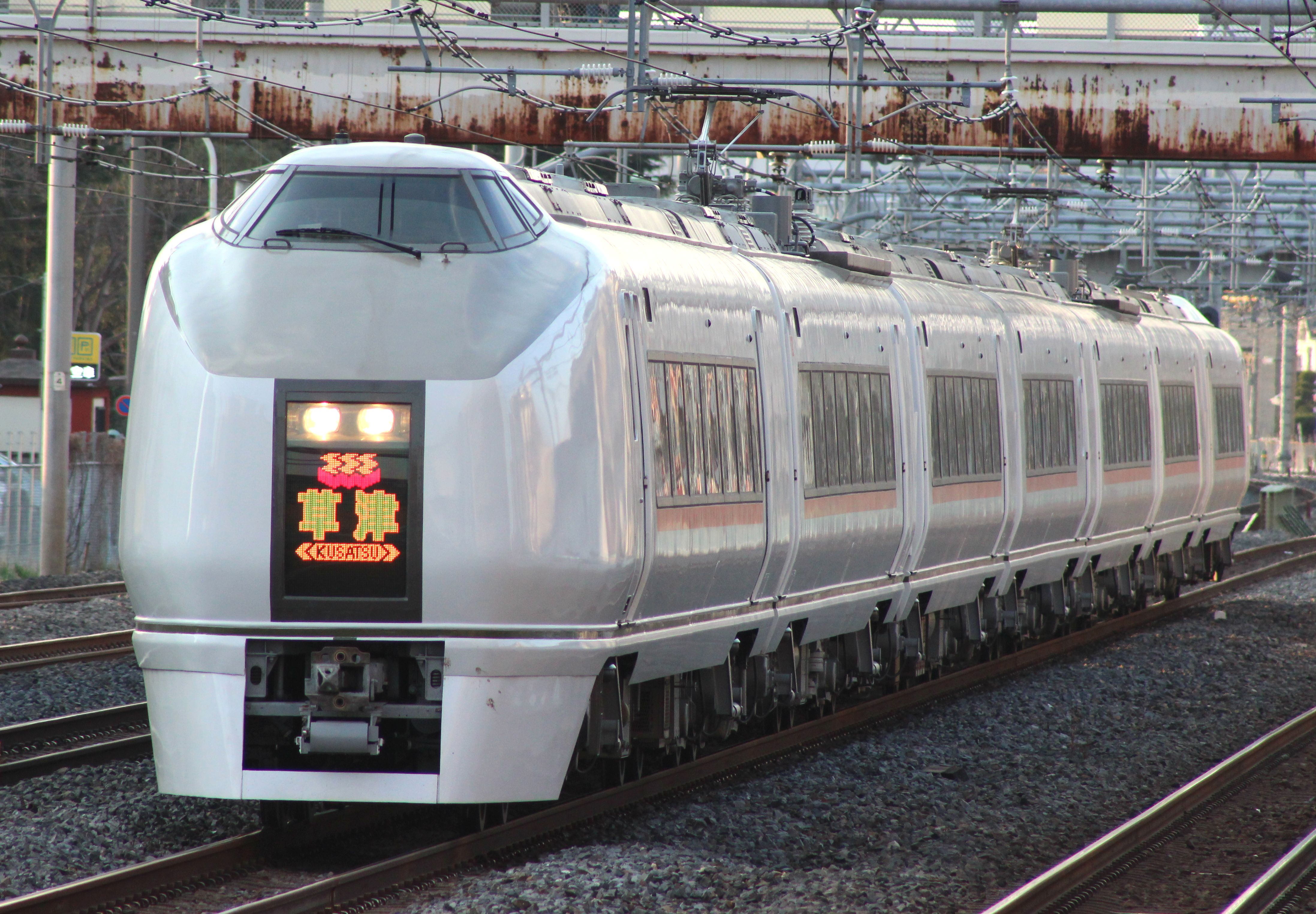
651系

## 沿線概況

### 小山 - 桐生
東北新幹線の高架下にある小山駅の両毛線ホームを出ると、まず結城街道の陸橋をくぐる。その後すぐに宇都宮線が右手に離れて分岐し、反対の左手側には北部電留線があり、また周辺の倉庫、工場への引き込み線が引かれているのがわかる。国道4号の陸橋をくぐった直後の右手には小山ゆうえんちの跡地にできたショッピングモール「おやまゆうえんハーヴェストウォーク」がある。高台にある市街地を過ぎると思川を渡る。思川を渡るとあたりは一気に田園地帯となり、その中を行くと思川駅に至る。
思川駅を過ぎ、小山西高校を過ぎたあたりから栃木市に入る。さらに田園地帯が続き、住宅地が見えると高架区間に入り、東武日光線をくぐる。高架化以前の両毛線は栃木レザー工場の北側を走っていたが、栃木駅周辺の高架化に伴い、東武日光線に沿うように南側へ経路が大きく変更され、旧線跡地の一部は栃木県道31号栃木小山線となっている。巴波川を越え、学悠館高校を過ぎると、「小江戸」と呼ばれる栃木市の中心駅・栃木駅に到着する。
栃木駅では上り桐生方面行列車は2番線に停車、下り小山行列車は同じホームの向かい側に停車する。左手に東武日光線・東武宇都宮線のホームが見える。蔵づくりの建物が立ち並ぶ中心部は、駅から北へ1kmほど離れている。
栃木駅を出ると、右手に國學院大學栃木学園教育センターが見える。間もなく高架は地平に戻り、右手に太平山を望みながら進む。栃木駅 - 大平下駅間は、栃木県道11号栃木藤岡線（例幣使街道）、東武日光線とやや離れたところを併走する。栃木県道309号栃木環状線の陸橋をくぐり、永野川を渡ると大平地区に入り、左手にカインズモール大平が見えると大平下駅に着く。駅の右手にはぶどう園が広がっている。
大平下駅を出て、大平西小学校を過ぎ、田園地帯を進む。切通しを過ぎたあたりで岩舟地区に入る。右手に岩船山が近づき「岩舟石の資料館」を過ぎると岩舟駅に着く。右手の駅入口西側には高勝寺に至る参道があり、左手は一面の水田が広がっている。
岩舟駅を出て、左手に三毳山を望みながら進む。岩舟駅から佐野駅までは複線となっており、両毛線内で最も駅間距離が長い区間である。栃木県道282号中藤岡線との交点である新里踏切を過ぎると佐野市に入る。ここからしばらく群馬県道・栃木県道67号桐生岩舟線と併走する。東北自動車道と交差して住宅地を進み、栃木県道75号栃木佐野線の陸橋と東武佐野線をくぐると、佐野厄除け大師の門前町として発展した佐野市の中心駅・佐野駅に着く。左手に噴水のある駅前広場や佐野市役所、右手に東武佐野線のホームや城山公園が見える。1番線南側の小山駅寄りに、橋上駅化する以前の旧1番線ホームの一部が残存している。
佐野駅を出ると、東武佐野線を右手に分岐し、殿町通り、昭和通り、朝日森天満宮の参道を横切る。秋山川を渡り、栃木県道270号佐野環状線を越える。佐野市街地を抜けると田園地帯が続く。才川を渡ると旗川地区に、旗川を渡ると足利市富田地区に入る。出流川を渡り大小山が近づくと富田駅に着く。
富田駅 - 桐生駅間は概ね足尾山地の縁に沿って走っている。富田駅を出て、群馬県道・栃木県道67号桐生岩舟線をくぐると、北に栗田美術館を、南にあしかがフラワーパークを臨める。あしかがフラワーパークの西門付近にはあしかがフラワーパーク駅が設置されている。あしかがフラワーパーク駅を過ぎると、左手は一面の田園地帯となる。尾名川を渡る手前の大久保町付近が両毛線の最南端にあたる地点である。尾名川を渡ると毛野地区に入る。袋川を渡ってしばらく進むと足利市の中心駅・足利駅に至る。
足利駅を出ると、国道293号の陸橋をくぐる。右手に足利市立美術館が近づくと栃木県道116号足利市停車場線の宝来社街道踏切に至る。踏切通過時に渡良瀬川に架かる中橋と東武伊勢崎線の足利市駅を望むことができる。渡良瀬川に沿って東西に長く連なる足利市街地を通過する。織姫山の中腹に鎮座する足利織姫神社を右手に望みながら進む。織姫橋の先にある栄町児童公園は旧西足利駅前広場の跡地を整備したものである。緑町跨線橋をくぐると北に草雲美術館が見える。三重地区を過ぎると、足利競馬場の跡地に建つ足利赤十字病院が見えてくる。北関東自動車道をくぐると山前地区に入り、間もなく山前駅に着く。
山前駅から足利大学付近まで、群馬県道・栃木県道67号桐生岩舟線と併走する。松田川を渡ると坂西地区に入る。栃木県道219号松田葉鹿線の葉鹿跨線橋をくぐった後、葉鹿町と小俣町にまたがる坂西団地を過ぎ、小俣川を渡ると小俣駅に着く。
小俣駅を過ぎ、桐生川を渡ると群馬県桐生市境野地区に入る。境野から桐生市街地にかけて鋸屋根の織物工場が点在している。しばらく住宅地が続き、再び桐生川と接すると高架区間に入り、足尾山地と広沢丘陵に囲まれた桐生市街地を一望できる。大煙突を備えた染色工場群を過ぎ、桐生市の目抜き通りである本町通りを越えると、「織都」と呼ばれる桐生市の中心駅・桐生駅に到着する。
桐生駅では、上り高崎方面行列車は3番線に停車する。同ホーム左手向かい側の4番線には桐生駅 - 高崎駅間の区間便が停車。右手ホーム2番線に下り小山行列車が、1番線にわたらせ渓谷線の列車が停車する。駅北口広場には、糸車を模した櫓や八木節人形のからくり時計がある。北に300m離れた上毛電気鉄道上毛線西桐生駅との間には建物が密集しており、桐生駅のホームから西桐生駅舎は見えないが、水道山中腹にある大川美術館や、桐生が岡公園の観覧車を望むことができる。南口広場には噴水とカリヨンがあり、桐生郵便局や日本遺産の絹撚記念館が見える。

### 桐生 - 新前橋
桐生駅からは、北に赤城山を望みながら関東平野を走る。
桐生駅から下新田信号場にかけては複線区間のように見えるが、南側の線路は下新田車両基地へ続く非営業線であるため、両毛線としては単線となる。桐生駅を出ると高架から切通しに変わり、水道山のふもとにある水道橋をくぐったあたりが、両毛線の最北端である。ここから南西方向に進路を取って岩宿方面に向かう。渡良瀬川を渡り、わたらせ渓谷線を右手に分岐し、下新田信号場を通過。右手に下新田駅、左手に下新田車両基地が見え、さらに東武桐生線をくぐる。桐生市街地を抜け、左手に桐生競艇場、桐生地方卸売市場が近づくと間もなく岩宿駅に着く。
岩宿駅を出ると国道50号桐生バイパスをくぐり、右手に桐生大学グリーンアリーナ（みどり市民体育館）、左手に笠懸野文化ホールが見える。田園風景が広がる中、早川を渡ると国定駅に着く。駅の東にある養寿寺に国定忠治の墓がある。
国定駅を出て、北関東自動車道・上武道路をくぐる。群馬県道293号香林羽黒線と併走するあたりに旧東伊勢崎駅があった。殖蓮小学校、四ツ葉学園中等教育学校を過ぎ、国道462号をくぐると市街地が近づき、粕川を渡る手前で高架区間に入る。左手から近づいてきた東武伊勢崎線と合流すると、伊勢崎市の中心駅・伊勢崎駅に至る。
伊勢崎駅では、上り高崎方面行列車は1番線に停車する。上下共用の中線は主に伊勢崎駅 - 高崎駅間の区間便が停車。4番線に下り桐生方面行列車が停車する。左手には東武伊勢崎線のホームがある。南口は、駅の高架化に際して再開発が行われており、駅前広場に面してベイシアが出店した。中心街は駅から南に500mほど離れている。
伊勢崎駅を出ると北西に進路をとる。線路は高架から地平に戻り田園地帯を進む。荒砥川を渡ると前橋市に入る。旧下増田駅を通過し、北関東自動車道をくぐり、桃ノ木川を渡ると駒形駅に至る。駒形町の中心部は駒形駅から南西に1kmほど離れている。
駒形駅を出ると、群馬県道40号藤岡大胡線をくぐり、群馬県道2号前橋館林線駒形バイパスとやや離れたところを併走する。駒形駅から前橋駅までは複線区間となっている。前橋大島駅は東前橋工業団地に隣接しており、北口近くに前橋家具会館、南口に面して大島公園がある。前橋大島駅を出て、前橋市街地が近づき高架区間に入ると、群馬県の県庁所在地である前橋市の中心駅・前橋駅に到着する。
前橋駅では、上り高崎行列車は左手ホーム3番線に停車する。右手ホームの2番線には、湘南新宿ラインと上野東京ラインが停車。右手ホームの1番線には下り桐生方面行列車が停車する。前橋駅は高架駅で、右手北口側に群馬県庁や前橋市中心部の業務ビル群などを望むことができる。前橋市の中心街は前橋駅から北に1km離れた上毛電気鉄道上毛線中央前橋駅の近くにある。前橋駅を出て利根川を渡る際には、夜にライトアップされる平成大橋や、群馬大橋を見ることができる。高架区間を過ぎると、右側から上越線と吾妻線の線路がカーブして寄り添ってくる。その後新前橋駅へ到着し、上越線に直通する。

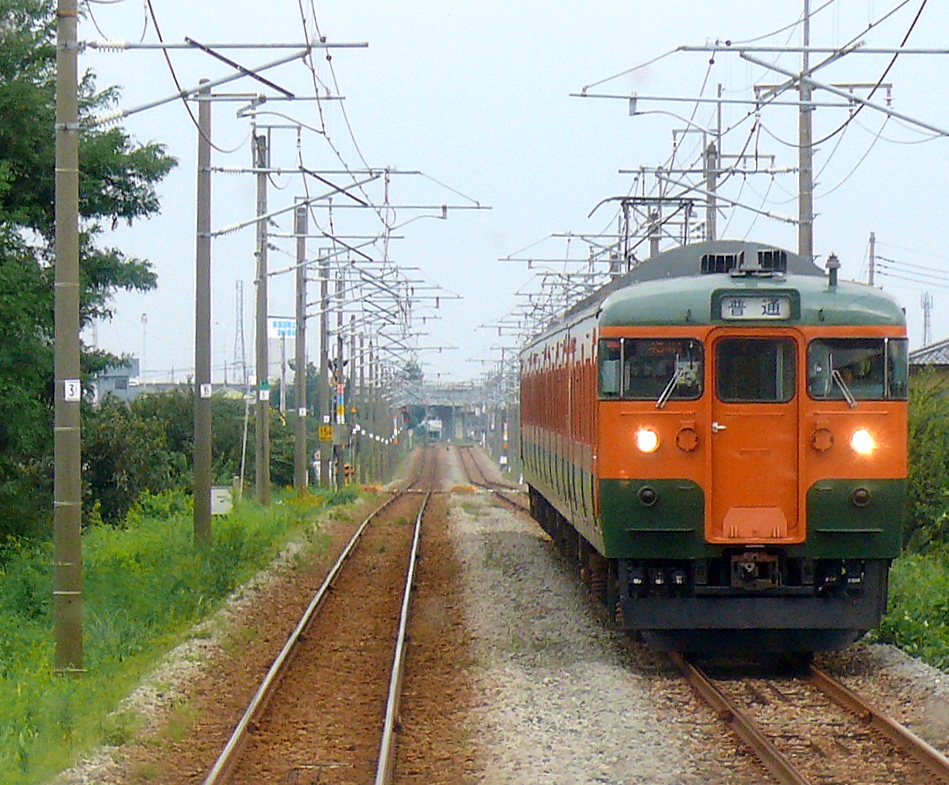
駒形駅から前橋駅までの複線区間を走る115系電車 （2010年7月31日）
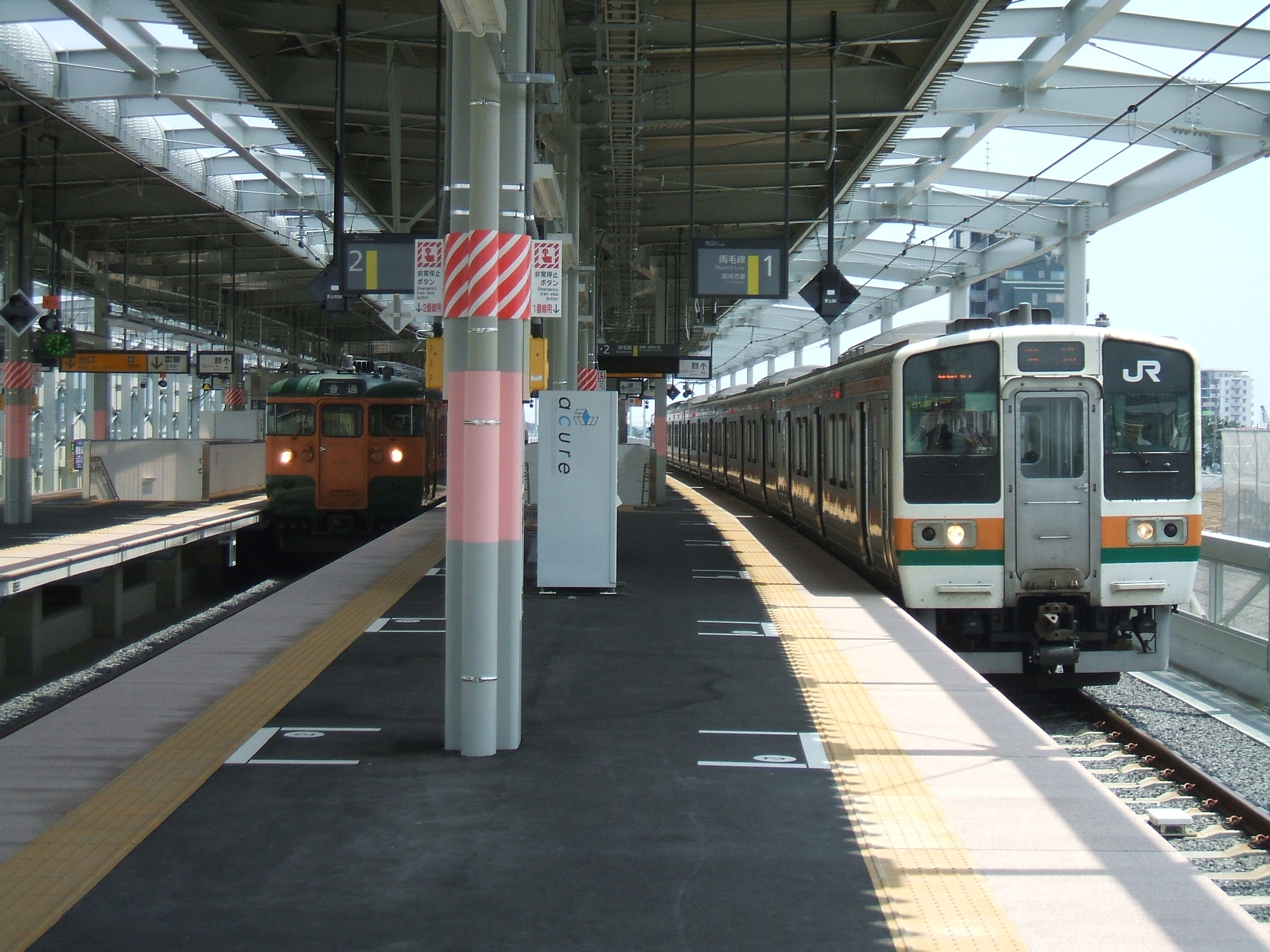
高架化された伊勢崎駅 （2010年7月31日）

## 駅一覧
便宜上、新前橋側の全列車が乗り入れる上越線新前橋駅 - 高崎駅間も合わせて記載する。
- 普通列車は全駅に停車する。
  - 前橋駅 - 高崎駅間では高崎線・湘南新宿ラインの列車が一部乗り入れている（同区間は全駅に停車）
- 線路 … ||：複線区間、◇・｜：単線区間（◇は列車交換可能）、∨：これより下は単線、∧：これより下は複線

| 路線名       | 駅名                     | 営業キロ | 営業キロ                                                                                               | 接続路線・備考                                                                | 線路   | 所在地 | 所在地   |
| 路線名       | 駅名                     | 駅間     | 累計                                                                                                   | 接続路線・備考                                                                | 線路   | 所在地 | 所在地   |
| ------------ | ------------------------ | -------- | --- | ----------------------------------------------------------------------------- | ------ | ------ | -------- |
| 両毛線       | 小山駅                   | -        | 0.0 | 東日本旅客鉄道： 東北新幹線・■東北本線（宇都宮線）・■ 水戸線                  | ∨      | 栃木県 | 小山市   |
| 両毛線       | 思川駅                   | 5.4      | 5.4 |                                                                               | ◇      | 栃木県 | 小山市   |
| 両毛線       | 栃木駅                   | 5.4      | 10.8                                                                                                   | 東武鉄道： 日光線・ 宇都宮線 (TN-11)                                          | ◇      | 栃木県 | 栃木市   |
| 両毛線       | 大平下駅                 | 4.4      | 15.2                                                                                                   |                                                                               | ｜     | 栃木県 | 栃木市   |
| 両毛線       | 岩舟駅                   | 4.1      | 19.3                                                                                                   |                                                                               | ∧      | 栃木県 | 栃木市   |
| 両毛線       | 佐野駅                   | 7.3      | 26.6                                                                                                   | 東武鉄道： 佐野線 (TI-34)                                                     | ∨      | 栃木県 | 佐野市   |
| 両毛線       | 富田駅                   | 4.5      | 31.1                                                                                                   |                                                                               | ◇      | 栃木県 | 足利市   |
| 両毛線       | あしかがフラワーパーク駅 | 0.9      | 32.0                                                                                                   |                                                                               | ｜     | 栃木県 | 足利市   |
| 両毛線       | 足利駅                   | 6.2      | 38.2                                                                                                   | 東武鉄道： 伊勢崎線 （足利市駅 (TI-15)）                                      | ◇      | 栃木県 | 足利市   |
| 両毛線       | 山前駅                   | 4.5      | 42.7                                                                                                   |                                                                               | ◇      | 栃木県 | 足利市   |
| 両毛線       | 小俣駅                   | 4.6      | 47.3                                                                                                   |                                                                               | ◇      | 栃木県 | 足利市   |
| 両毛線       | 桐生駅                   | 5.6      | 52.9                                                                                                   | わたらせ渓谷鐵道：■ わたらせ渓谷線 (WK01) 上毛電気鉄道：■ 上毛線 （西桐生駅） | ◇      | 群馬県 | 桐生市   |
| 両毛線       | 下新田信号場             | -        | 54.6                                                                                                   | わたらせ渓谷線との施設上の分岐点                                              | ◇      | 群馬県 | 桐生市   |
| 両毛線       | 岩宿駅                   | 4.0      | 56.9                                                                                                   |                                                                               | ◇      | 群馬県 | みどり市 |
| 両毛線       | 国定駅                   | 6.4      | 63.3                                                                                                   |                                                                               | ◇      | 群馬県 | 伊勢崎市 |
| 両毛線       | 伊勢崎駅                 | 5.8      | 69.1                                                                                                   | 東武鉄道： 伊勢崎線 (TI-25)                                                   | ◇      | 群馬県 | 伊勢崎市 |
| 両毛線       | 駒形駅                   | 5.8      | 74.9                                                                                                   |                                                                               | ∧      | 群馬県 | 前橋市   |
| 両毛線       | 前橋大島駅               | 3.2      | 78.1                                                                                                   |                                                                               | \|\|   | 群馬県 | 前橋市   |
| 両毛線       | 前橋駅                   | 3.8      | 81.9                                                                                                   | 上毛電気鉄道：■ 上毛線 （中央前橋駅）                                         | ∨      | 群馬県 | 前橋市   |
| 両毛線       | 新前橋駅                 | 2.5      | 84.4                                                                                                   | 東日本旅客鉄道：■ 上越線（渋川方面）・■ 吾妻線                                | ∧      | 群馬県 | 前橋市   |
| 上越線       | 新前橋駅                 | 2.5      | 84.4                                                                                                   | 東日本旅客鉄道：■ 上越線（渋川方面）・■ 吾妻線                                | ∧      | 群馬県 | 前橋市   |
| 井野駅       | 3.3                      | 87.7     | | \|\|                                                                          | 高崎市 | 群馬県 |          |
| 高崎問屋町駅 | 1.2                      | 88.9     | | \|\|                                                                          | 高崎市 | 群馬県 |          |
| 高崎駅       | 2.8                      | 91.7     | 東日本旅客鉄道： 上越新幹線・北陸新幹線（長野経由）・■ 高崎線・■ 信越本線・■ 八高線 上信電鉄：■ 上信線 | \|\|                                                                          | 高崎市 | 群馬県 |          |

1. 1 2  湘南新宿ライン・上野東京ラインを含む。
2. ↑  東武宇都宮線の路線の起点は日光線新栃木駅だが、列車は栃木駅に乗り入れている。
3. ↑  吾妻線の路線の起点は上越線渋川駅だが、運転系統上、全列車が上越線高崎駅・新前橋駅 - 渋川駅間に乗り入れている。
4. ↑  八高線の路線の終点は高崎線倉賀野駅だが、運転系統上、全列車は高崎駅に乗り入れている。

- 2022年度の時点で、JR東日本自社による乗車人員集計[46]の除外対象となる駅（完全な無人駅）は、思川駅・大平下駅・岩舟駅・富田駅・あしかがフラワーパーク駅・山前駅・小俣駅である。
- 井野駅は、1957年に新前橋 - 高崎間が線路名称上で両毛線から分離されたと同時に開業、高崎問屋町駅は2004年の開業であるため、いずれも両毛線の駅として営業していたことはない。なお井野駅は1944年から1957年まで井野信号場として開設されていた。

### 廃駅
() 内は小山駅からのキロ程
- 小野寺駅 ： 1966年12月20日休止、1987年4月1日廃止、岩舟駅 - 佐野駅間 (21.2 km)
- 犬伏駅 ： 1966年12月20日休止、1987年4月1日廃止、岩舟駅 - 佐野駅間 (24.4 km)
- 東足利駅 ： 1968年10月1日休止、1987年4月1日廃止、富田駅 - 足利駅間 (36.0 km)
- 西足利駅 ： 1968年10月1日休止、1987年4月1日廃止、足利駅 - 山前駅間 (39.9 km)
- 三重駅 ： 1968年10月1日休止、1984年3月1日廃止、足利駅 - 山前駅間 (40.7 km)
- 葉鹿駅 ： 1968年10月1日休止、1987年4月1日廃止、山前駅 - 小俣駅間 (45.5 km)
- 桐生川駅 : 1890年9月30日[47]〜10月31日営業。同年11月1日廃止[48]、小俣駅 - 桐生駅間[49]。同年8月の水害で同区間が不通となった後の仮復旧で桐生川の両岸に設置された仮駅。完全復旧まで同駅で乗り換えをしていた[47]。
- （仮）小俣方面駅 : 1902年10月8日廃止、小俣駅 - 桐生駅間[49]。同年9月末の暴風雨で同区間が不通となった際に設置された仮駅。
- （仮）桐生方面駅 : 1902年10月8日廃止、小俣駅 - 桐生駅間[49]。同年9月末の暴風雨で同区間が不通となった際に設置された仮駅。
- 東桐生駅 ： 1968年10月1日休止、1987年4月1日廃止、小俣駅 - 桐生駅間 (49.8 km)
- 間野谷駅 ： 1968年10月1日休止、1987年4月1日廃止、岩宿駅 - 国定駅間 (60.6 km)
- 東伊勢崎駅 ： 1966年12月20日休止、1987年4月1日廃止、国定駅 - 伊勢崎駅間 (66.7 km)
- 下増田駅 ： 1968年10月1日休止、1987年4月1日廃止、伊勢崎駅 - 駒形駅間 (72.6 km)
- 東前橋駅 ： 1967年9月1日休止、1987年4月1日廃止、現在の前橋大島駅とほぼ同じ位置 (77.6 km)
- （仮）前橋駅 ： 1889年12月26日廃止、前橋駅 - 新前橋駅間 (83.4 km)
- 日高信号所 ： 1921年7月1日廃止、新前橋駅 - 井野駅間 (86.6 km)
- 日高駅 ： 1940年11月1日廃止、新前橋駅 - 井野駅間 (86.6 km)
- 浜尻駅 ： 1940年11月1日廃止、井野駅 - 高崎問屋町駅間 (88.9 km)

### 過去の接続路線
- 栃木駅：鍋山人車鉄道
- 岩舟駅：岩舟人車鉄道
- 富田駅：赤見軽便鉄道
- 前橋駅：東武伊香保軌道線〔東武前橋線〕

## 利用状況

### 平均通過人員
各年度の平均通過人員（人/日）は以下のとおりである。
| 年度                   | 平均通過人員（人/日） | 平均通過人員（人/日） | 平均通過人員（人/日） | 平均通過人員（人/日） | 平均通過人員（人/日） | 出典   |
| 年度                   | 全線                  | 小山 - 足利           | 足利 - 桐生           | 桐生 - 伊勢崎         | 伊勢崎 - 新前橋       | 出典   |
| ---------------------- | --------------------- | --------------------- | --------------------- | --------------------- | --------------------- | ------ |
| 2011年度（平成23年度） | 10,538                | 9,882                 | 4,724                 | 9,809                 | 18,536                | [ 50 ] |
| 2012年度（平成24年度） | 10,887                | 10,117                | 4,834                 | 10,164                | 19,393                | [ 50 ] |
| 2013年度（平成25年度） | 11,291                | 10,493                | 4,965                 | 10,485                | 20,218                | [ 50 ] |
| 2014年度（平成26年度） | 11,089                | 10,347                | 4,827                 | 10,280                | 19,814                | [ 50 ] |
| 2015年度（平成27年度） | 11,238                | 10,501                | 4,814                 | 10,403                | 20,135                | [ 50 ] |
| 2016年度（平成28年度） | 11,287                | 10,589                | 4,785                 | 10,410                | 20,207                | [ 51 ] |
| 2017年度（平成29年度） | 11,272                | 10,589                | 4,677                 | 10,320                | 20,319                | [ 51 ] |
| 2018年度（平成30年度） | 11,346                | 10,547                | 4,740                 | 10,286                | 20,808                | [ 51 ] |
| 2019年度（令和元年度） | 10,917                | 9,921                 | 4,457                 | 9,962                 | 20,619                | [ 51 ] |
| 2020年度（令和02年度） | 7,686                 | 6,954                 | 2,842                 | 7,190                 | 14,693                | [ 51 ] |
| 2021年度（令和03年度） | 8,739                 | 7,912                 | 3,421                 | 8,239                 | 16,445                | [ 52 ] |
| 2022年度（令和04年度） | 9,592                 | 8,674                 | 3,858                 | 8,904                 | 18,124                | [ 52 ] |
| 2023年度（令和05年度） | 10,118                | 9,168                 | 4,192                 | 9,249                 | 19,107                | [ 53 ] |

### 駅別乗車人員
- JR東日本：各駅の乗車人員より

| 2021年度 （令和3年度） | 2021年度 （令和3年度） | 2021年度 （令和3年度） |
| 順位                   | 駅名                   | 一日平均 乗車人員      |
| ---------------------- | ---------------------- | ---------------------- |
| -                      | 高崎                   | 22,940                 |
| 1                      | 小山                   | 16,359                 |
| 2                      | 前橋                   | 7,901                  |
| 3                      | 伊勢崎                 | 4,920                  |
| 4                      | 新前橋                 | 4,804                  |
| 5                      | 栃木                   | 4,064                  |
| -                      | 高崎問屋町             | 3,290                  |
| 6                      | 桐生                   | 3,193                  |
| 7                      | 佐野                   | 2,968                  |
| 8                      | 足利                   | 2,615                  |
| 9                      | 駒形                   | 2,468                  |
| -                      | 井野                   | 1,809                  |
| 10                     | 前橋大島               | 1,314                  |
| 11                     | 国定                   | 1,285                  |
| 12                     | 岩宿                   | 1,031                  |

※無人駅の数値は載っていない。

## 新駅設置構想
伊勢崎駅 - 駒形駅間の伊勢崎オートレース場付近（旧・下増田駅付近）に前橋市下増田運動場（ザスパクサツ群馬が主に練習場として使用）ができたことから、オートレース場と下増田運動場の中間に新駅設置を望む声がでており、2015年から群馬県・前橋市・伊勢崎市が調査に乗り出したが、具体化していない。